# Élections gouvernoriales irakiennes de 2013

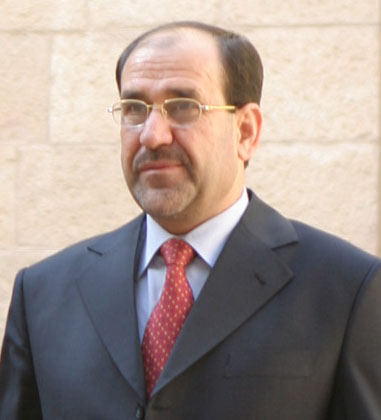
Nouri al-Maliki meets with George W. Bush. Election gouvernoriale irakienne de 2013.

Les élections gouvernoriales irakiennes de 2013 se sont déroulées le 20 avril 2013,,,,,.